# Amblypsilopus bezzii
Amblypsilopus bezzii är en tvåvingeart som beskrevs av Daniel J. Bickel 2006. Amblypsilopus bezzii ingår i släktet Amblypsilopus och familjen styltflugor.
Artens utbredningsområde är Fiji. Inga underarter finns listade i Catalogue of Life.